# جينادي سارافانوف
جينادي فاسيلييفيتش سارافانوف (بالروسية: Геннадий Васильевич Сарафанов) ولد في 1 يناير 1942 في سينينكي، ساراتوف أوبلاست، اتحاد الجمهوريات الاشتراكية السوفيتية - توفي في 29 سبتمبر 2005، موسكو، روسيا) رائد فضاء سوفيتي طار على متن سفينة الفضاء السوفيتية 15 كان الهدف من هذه المهمة الالتحام بالمحطة الفضائية ساليوت 3، لكنها فشلت في ذلك بعد تعطل نظام الإرساء.

## نشأته
ولد في قرية سينينكي بمنطقة ساراتوف. قضى طفولته وسنوات دراسته في ساراتوف، حيث تخرج في عام 1959 من المدرسة الثانوية في عام 1960 تخرج من دورة واحدة من المدرسة العسكرية السادسة للتدريب الأولي لطياري القوات الجوية في منطقة البلطيق العسكرية في كامينكا. في نفس العام التحق بالمدرسة بالاشوف العليا للطيران العسكري للطيارين، وتخرج منها عام 1964 بدبلوم «مهندس طيار». بعد تخرجه من الكلية، خدم في وحدات الطيران في القوات الجوية لاتحاد الجمهوريات الاشتراكية السوفيتية. كان مساعد قائد سفينة، طيارًا يمينيًا في فوج طيران النقل العسكري التابع للحرس 128 التابع للحرس الحادي عشر لفرقة طيران النقل العسكري في منطقة البلطيق العسكرية. خلال خدمته أتقن عدة أنواع من الطائرات.

## الألقاب والجوائز الفخرية
- بطل الاتحاد السوفيتي (مرسوم هيئة رئاسة مجلس السوفيت الأعلى لاتحاد الجمهوريات الاشتراكية السوفيتية الصادر في 2 سبتمبر 1974).
- وسام لينين (1974).
- ميدالية «للتميز في حراسة حدود الدولة لاتحاد الجمهوريات الاشتراكية السوفيتية» (1977).
- ميدالية «لتنمية الأراضي البكر» (1974).
- سبع ميداليات الذكرى.
- مواطن فخري من مدن ساراتوف، كالوغا، غاغارين، جيزكازغان (كازاخستان).

## وفاته
توفي عن عمر يناهز 64 عامًا في 29 سبتمبر 2005 بسبب مضاعفات ما بعد الجراحة بسبب سرطان البروستاتا. دفن في مقبرة قرية ليونيخا (بالقرب من ستار سيتي).